# Enicospilus pionus
Enicospilus pionus là một loài tò vò trong họ Ichneumonidae.